# Ronald H. Petersen
 (janvier 2020).
Pour les articles homonymes, voir Petersen.
Ronald H. Petersen, plus communément appelé Ron Petersen, né en 1934, est un mycologue de l'Université du Tennessee